# Eugenio de Gaminde y Lafont
Eugenio de Gaminde y Lafont (castellà: Eugenio Gaminde)  (la Corunya, 30 d'abril de 1812 - Madrid, 29 d'octubre de 1878) va ser un militar i polític espanyol, ministre de Guerra i capità general de Catalunya durant el sexenni democràtic.

## Biografia
Nasqué a la Corunya, fill del bilbaí Manuel Ramón Gaminde Olea i de Zoa Lucía Lafont Larrauri. Es casà amb Delfina Mier Chaves (morta el 1887). La seva carrera militar començà en la Primera Guerra Carlina i -després- en 1859 en la guerra d'Àfrica al Marroc.
Va donar suport la revolució de 1868, i de 1869 a 1872 fou nomenat Capità General de Catalunya. Durant el seu mandat va combatre la insurrecció federalista a la Bisbal de 1869 i reprimí durament la revolta de les Quintes (1870). Entre desembre de 1871 i febrer de 1872 va ser ministre de la Guerra en el primer govern de Práxedes Mateo Sagasta. Entre 1872 i 1873 fou novament Capità General de Catalunya. Fou escollit senador per Saragossa en 1872-1873 i per Biscaia en 1877-1878, durant la restauració borbònica.

## Cultura popular
Sembla que la seva actuació en la revolta de les Quintes va inspirar al músic i poeta Joan Llongueras i Badia la cançó infantil El general Bum-Bum, versionada en 1971 per La Trinca al disc L'orgue de gats.
També apareix al llibre Set dies de Gràcia (Rosa dels Vents, 2014), de Carla Gràcia Mercadé, narració novel·lada de la setmana de revolta de les quintes a la vila de Gràcia. També hi surt al llibre Per què celebrem (Albertí Editors 2019) d'Albert Vidal Garcia al capítol La revolta de les quintes.